# 三好洋子
三好 洋子（みよし ようこ、1922年11月1日 - 2018年）は、日本の西洋史学者。

## 人物・来歴
東京生まれ。1949年東京大学文学部西洋史学科卒。東京都立大学助教授、教授、1982年「イギリス中世村落の研究」で名古屋大学・文学博士。84年都立大を定年退官、聖心女子大学教授を務めた。中世イングランド史が専門。

## 著書
- 『イングランド王国の成立』吉川弘文館,ユーラシア文化史選書　1967
- 『イギリス中世村落の研究』東京大学出版会,1981.2

### 翻訳
- アイリーン・パウア『中世に生きる人々』東京大学出版会,1954
- ジョオン・サースク『消費社会の誕生 近世イギリスの新企業』東京大学出版会,1984.9　のちちくま学芸文庫
- メアリ・プライア編「結婚・受胎・労働 イギリス女性史1500〜1800』編訳 刀水書房,刀水歴史全書、1989